# Amfipròstil

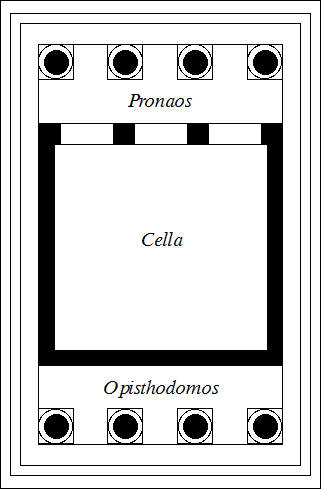
Planta del temple d'Atena Nike

Amfipròstil és un terme arquitectònic que s'utilitza per designar els temples (particularment grecs i romans) que posseeixen un pòrtic de columnes a les façanes del davant i del darrere, però sense columnes als costats. Mai excedeix el nombre de columnes de quatre, tant a la part davantera com a la posterior. L'exemple més conegut és el petit temple tetràstil d'Atena Nike a Atenes.